# Истинский, Николай Дмитриевич
Истинский Николай Дмитриевич (1839, Орловская губ. — 10 (23) декабря 1911, Ялта) — государственный деятель, действительный статский советник. Таврический и бессарабский вице-губернатор.

## Биография
Из орловских дворян, помещиков Кромского уезда. Сын поручика Д. В. Истинского от первого его брака. Брат Владимира и Григория, единокровный брат Наталии и Анны. Род внесён в дворянскую родословную книгу Орловской губернии. Утверждённого герба род не имел. Родословие Истинские выводили от польской шляхты. Шурич командира Полоцкого пехотного полка, затем полицмейстера Императорской Академии художеств, полковника и кавалера Л. Г. Пацовского, младшего брата командующего войсками в Абхазии, управляющего Ахалцыхской провинцией, начальника Армянской области, генерал-майора А. Г. Пацовского. Пасынок Е. В. Истинской (Гаспарини), двоюродной бабки маршала М. Н. Тухачевского. Рано оставшись без родителей, вместе с братьями воспитывался под опекой княжны Елены Николаевны Трубецкой, двоюродной сестры декабриста, князя С. П. Трубецкого. 
Начальное образование получил в Орловской губернской гимназии. Поступив кадетом в Орловский Бахтина кадетский корпус, курса не окончил. В службу вступил дворянином, не имевшим чина, в М-во финансов, по Рязанской губернии, в ведомство Рязанского губернского питейно-акцизного управления: младшим помощником надзирателя 3-го округа Рязанского управления, сенатским указом от 10 (22) мая 1866 за № 123, произведён, за выслугу лет, из дворян — в коллежские регистраторы, со старшинством с 25 октября (6 ноября) 1864; младшим помощником надзирателя 2-го округа того же управления 10 (22) апреля 1869 произведён, за выслугу лет, в губернские секретари, со старшинством с 25 октября (6 ноября) 1867; пожалование пришлось на период кратковременной отставки — с 17 февраля по 12 апреля 1869, за два дня до поступления в таможенное ведомство. 
С 1869 по 1886 — таможенный чиновник. Из отставных определён в службу в то же министерство, в ведомство департамента таможенных сборов, с причислением к департаменту, с 12 (24) апреля 1869 года, и в приказе министра финансов от 24.06.1869 за № 9, об определении в службу, ещё назван отставным коллежским регистратором; назначен, по Волынской губернии, чиновником для особых поручений при начальнике Радзивиловского таможенного округа, ген.-майоре Богдане Ивановиче Крейтере, с 1 (13) июля 1869, и в приказе о назначении ещё назван коллежским регистратором; в коллежские секретари 20 декабря 1870 (1 января 1871); назначен и. д. члена Волочиской таможни 1-го класса (Волынской губ., по Одесской ж. д., ст. Волочиск), с 4 (16) декабря 1873; в титулярные советники 20 декабря 1873 (1 января 1874); утверждён в должности 3 (15) июля 1875; в том чине, и в той должности, женился в апреле 1876, венчавшись в С.-Петербурге; в коллежские асессоры 20 декабря 1876 (1 января 1877); назначен управляющим Рениской таможней 1-го класса (Бессарабская губ., г. Рени) 11 (23) декабря 1880; в надворные советники 20 декабря 1880 (1 января 1881); назначен управляющим Николаевской таможней 1-го класса (Херсонская губ., г. Николаев) 29 апреля (11 мая) 1882; перемещен управляющим Волочиской таможней 5 (17) мая 1883; коллежским советником 20 декабря 1884 (1 января 1885); назначен окружным таможенным ревизором при начальнике Вержболовского таможенного округа, д. с. с. Александре Николаевиче Тетеревникове, c 17 (29) июня 1885.
C той должности и в том же чине переведён в ведомство Министерства внутренних дел, в котором и служил до отставки. ВП от 11 (23) марта 1886 за № 14, по МВД, назначен бессарабским вице-губернатором, c 6 (18) марта 1886; ВП от 5 (17) апреля 1887 за № 14, по МВД, производится, за отличие по службе, в статские советники, со старшинством. 
В том чине, ВП от 22 марта (3 апреля) 1889 за № 10, по МВД, перемещён таврическим вице-губернатором, с 16 (28) марта 1889; орден Святой Анны 2 степени 1 (13) апреля 1890; производится, за отличие, действительным статским советником 28 марта (9 апреля) 1893; разрешено принять и носить орден золотой звезды «Благородной Бухары» 1 степени (1894); орден Святого Владимира 3 степени 14 (26) мая 1896; медаль «В память царствования императора Александра III» (1896). В декабре 1896 года назначен членом Таврической губернской переписной комиссии, был награждён медалью «За труды по первой всеобщей переписи населения» (1897); орден Святого Станислава 1 степени 18 (30) апреля 1899; разрешено принять и носить орден золотой звезды «Благородной Бухары» с бриллиантами (1900). Имел золотой знак для служащих детских приютов Ведомства учреждений Императрицы Марии «И вы живи будете» (для попечителей, их помощников, директоров и почётных членов советов детских приютов), высочайше утверждённый 14.08.1894 (1900); разрешено принять и носить турецкий орден Османие 2 степени (1900). По прошению, уволен от службы 16 (29) декабря 1902, с мундиром и пенсией.
Неоднократно и. д. губернского начальника, зачастую в течение нескольких месяцев. Как вице-губернатор был членом комиссий и комитетов бессарабского и таврического губернских правлений, в частности, губернских присутствий по воинской повинности, по крестьянским делам, губернских попечительных о тюрьмах комитетов и др. Занимался общественной деятельностью. Поселившись в Симферополе, был избран и до конца жизни состоял деятельным членом Таврической учёной архивной комиссии, оказывал комиссии всяческое содействие. Вместе с супругой был благотворителем и членом Симферопольского Александро-Невского братства.  С 5 (18) марта 1900 епископом Таврическим и Симферопольским Николаем был приглашен и принял на себя обязанности товарища председателя открытого Таврического комитета Православного миссионерского общества. Помещик благоприобретенного имения Симферопольского уезда. После отставки вместе с супругой поселился в Ялте, где скончался в декабре 1911, и там же был похоронен.  Брак бездетен. 

## Семья
*Отец — отставной поручик Дмитрий Владимирович Истинской (1803—?), кромский помещик и домовладелец. Брат отставного подпрапорщика (1822) Василия и полковницы Марии Пацовской (24.10.1801—03.04.1838). Шурин полицмейстера Императорской Академии художеств, полковника и кавалера Льва Григорьева Пацовского (1790—24.10.1855); дядя майора Александра Львовича Пацовского (22.06.1830—29.09.1871).
В юности воспитывался в Москве. Вместе с сестрой Марией во второй половине 1810-х жил приходе церкви Николая Чудотворца в Плотниках, в доме губернского (1811—1814), коллежского (1814—1816) секретаря и титулярного советника (1816—1823) Матвея Матвеевича Токарева (Такарева, Такорева), возможно своего родственника или опекуна. Вместе с сестрой неоднократно выступал восприемником дворовых Токарева (20.01.1811; 01.11.1814 и др.), а Мария стала восприемницей сына М. М. Токарева Владимира (11.06.1816); вместе с М. М. Токаревым, она же — Мария, была восприемницей Марии Ивановны Волковой, дочери музыканта Императорского Московского театра Ивана Трофимова Волкова (14.07.1815). Впоследствии М. В. Истинская, в брачной своей метрике, названа воспитанницей покойного помещика Тульской губернии, московского домовладельца, владельца крепостного театра, белёвского предводителя дворянства, секунд-майора князя Владимира Ивановича Щербатова (10.02.1751 — ум. не ранее 01.1808 и не позднее 09.1809), и 2 (14) ноября 1823 вышла замуж за поляка, лютеранина из дворян Виленской губернии, 30-го егерского пехотного полка майора Леона Григорьева Пацовского  (1790—24.10.1855), брата ген.-майора А. Г. Пацовского и дворянина И. Г. Пацовского. Венчались в Москве, в церкви Николая Чудотворца в Плотниках: поручителями были титулярная советница Матрона Ивановна Токарева и титулярный советник Матвей Матвеевич Токарев, коллежский советник и кавалер Алексей Иванович Токарев, надворный советник и кавалер Афанасий Васильевич Обаинской, подпоручик Пётр Иванович Токарев и титулярный советник и кавалер Павел Никитин.  Упомянутая в метрике Матрона Токарева, жена М. М. Токарева, по духовной того же князя В. И. Щербатова, наследовала московский его дом в Б. Кисловском переулке, который в апреле 1814 продала майорше Наталье Нероновой.
Службу начал там же — в Москве, подканцеляристом Императорского Московского воспитательного дома (1822). После свадьбы сестры, по-видимому, не без протекции своего зятя, через несколько дней после женитьбы получившего чин подполковника 30-го егерского полка, вступил в военную службу унтер-офицером того же 30-го егерского пехотного полка, в котором и был произведён в прапорщики (1830); по расформировании егерских полков тем чином переведён в Ряжский пехотный полк в июле 1833; из подпоручиков того полка уволен от службы, по прошению, по домашним обстоятельствам, поручиком 29 марта (10 апреля) 1837.  Женившись на помещице Кромского уезда, в отставке служил непременным заседателем (1843—1845), затем исправником (1846—1848) Кромского земского суда. От поручика Александра Семёновича Трубицына в сентябре 1846 купил в Кромах дворовое место на ул. Куфлевской.  В том же — 1846, находился под следствием за жестокое обращение и разорение крестьян. Как кромский земский исправник оказывал содействие местным помещикам и скрывал аналогичные их преступления против крепостных. В 1848 был отстранён от службы и вместе с уездным предводителем дворянства, кн. А. А. Трубецким, другими чиновниками Кромского земского суда, предан суду Орловской уголовной палаты, а затем, по представлению и. д. орловского губернатора, находился под судом Правительствующего сената за «преступление и проступка по должности»
Был женат дважды. Первым браком на девице из рязанских дворян Варваре Михайловне Лихаревой (? — между 1839 и 1845), помещице благоприобретённого имения, с усадьбой и господским домом, состоящего в даче с. Черни, Кромского уезда, Орловской губ. Село известно тем, что поселено в XVIII в. князьями Волконскими и Трубецкими, чьи потомки оставались основными его помещиками до 1840-х годов, включая декабриста, князя С. П. Трубецкого.  По 8-й ревизии — 1834, подпоручице В. М. Истинской принадлежало 117 крепостных душ муж. пола; она дважды, в сентябре 1830 и в августе 1839, закладывала имение в Сохранной казне. От брака с ней Д. В. Истинский имел трёх сыновей: Владимира, Николая и Григория. После смерти матери сыновья наследовали её имение в с. Черни, в котором, по 9-й ревизии — 1850, им принадлежало 84 крепостные души муж. пола крестьян и дворовых, и на 1852 год находились под опекой помещицы того же села, княжны Елены Николаевны Трубецкой. В январе 1859 г., по определению от 31.07.1858 Императорского Воспитательного дома Московского опекунского совета, за долг перед Сохранной казной, материнское их имение продавалось с аукционного торга.
Овдовев, Д. В. Истинский вторым браком, не позднее 1846, женился на девице из орловских дворян Елизавете Валентиновне Гаспарини, дочери коллежского советника Валентина Петровича Гаспарини. В качестве приданного, по рядной, девица от отца получила в г. Кромах, на той же ул. Куфлевской, деревянный дом, на каменном фундаменте, «со строением, усадебным и огородным местом, коего меры места под усадьбой ширины по улице 27 ½ и в заднем конце тож число, а глубину с обеих сторон по 49 ½ саж., цена коему объявлена серебром 1200 руб.»  По-видимому, эта городская усадьба в Кромах и была расширена Д. В. Истинским покупкой соседнего дворового места. Во втором браке Д. В. Истинский имел дочерей: Наталью Хитрово, бывшую замужем за Николаем Фёдоровичем Хитрово, и Анну Угримову, бывшую замужем за Алексеем Александровичем Угримовым. В начале 1890-х вдова Е. В. Истинская жила в С.-Петербурге, где вместе с несколькими своими сёстрами, в т. ч. женой полковника Софией Валентиновной Тухачевской, была домовладелицей Казанской части, Вознесенского проспекта, дома под № 17.   
*Жена — девица из рязанских дворян Елизавета Васильевна Протасьева (1849—не ранее 1918), сестра милосердия, известный общественный деятель и благотворительница Таврии. Старшая сестра олонецкого, самарского и харьковский губернатора Николая Васильевича Протасьева, после смерти которого получила массу писем и телеграмм со всей России с выражением соболезнований. Дочь отставного штабс-капитана лейб-гвардии Конной артиллерии Василия Андреевича Протасьева и Евпраксии Николаевны, урождённой Шамшевой (1827—1887), дочери с.-петербургского совестного судьи, тайного советника Николай Ивановича Шамшева (1790—1867), от второго его брака (09.11.1825) с девицей Елизаветой Никифоровной Пушкиной (1803—1875).  
Венчалась 30 апреля (12 мая) 1876 с Н. Д. Истинским в С.-Петербурге. Поручители по женихе: отставной надворный советник Валериан Николаев Хвостов (1826—10.11.1894) и титулярный советник Николай Степанов Тюлин (23.10.1854—1919); по невесте: Кавалергардского полка корнет А. В. Пантелеев и брат её, мичман, а впоследствии — лейтенант, флота Александр Васильев Протасьев (1.12.1854—09.09.1910).
Е. В. Истинская вместе с мужем, и после его кончины, состояла действительным членом Таврического комитета Православного миссионерского о-ва и Православного Таврического Александро-Невского братства при Симферопольском Александро-Невском кафедральном соборе, состоящего под высочайшим покровительством Е. И. В.  За многолетние и «щедрые пожертвования в пользу братства», которые «в значительной степени дали возможность совету выполнить задачи Братства в отношении бедных, имеющих пропитание в Братской столовой и приют в убежище», в общем собрании от 4 (17) октября 1915 была предложена в почётные (пожизненные) члены братства, однако, не приняла это звание. После отставки мужа вместе с ним жила в Ялте, где служила настоятельницей Ялтинской общины «Всех Скорбящих радость» сестёр милосердия Красного Креста: «Из пансионов, принимающих тяжко больных, отметим общину Красного Креста <…> Община сестер милосердия Красного Креста помещается на Садовой ул., в соб. здании. В общину принимаются пансионеры с платою 65 р. за комнату, содержание, врачебную помощь, лекарство и уход, что для небогатых является истым благодеянием. В больнице-санатории имеется 32 комнаты по 1 кровати в каждой. Общине принадлежит также соседняя дача (бывшая Олехновича), где имеется 20 кроватей, затем, на соседней даче Измайловой, арендуемой Красным Крестом, имеется 8 комнат на 12 человек с платой от 65-75 р. за всё; кроме того, Красному Кресту принадлежит дача «Джемете» в 3 вер. от Ялты, где имеется 10 кроватей. Начальницей общины состоит Е. В. Истинская. При общине существует амбулаторная лечебница для приходящих, аптека. Больница и санаторий функционирую круглый год».  После смерти мужа уехала в Симферополь, где служила настоятельницей Новиковской общины сестёр милосердия О-ва Красного Креста в Симферополе. Одновременно, с началом Первой мировой войны, была избрана членом Симферопольского городского комитета Всероссийского союза городов помощи больным и раненным воинам.